# Vampyriscus bidens
Vampyriscus bidens es una especie de murciélagos de la familia Phyllostomidae. Se encuentra en América del Sur, en Bolivia, Brasil, Colombia, Ecuador, Guayana francesa, Guyana, Perú, Surinam y Venezuela.

## Descripción
El pelambre es castaño obscuro a claro en el dorso, más claro en el cuello y hombros y grisáceo en el vientre. Presenta dos nítidas bandas blancas supraorbitales y una malar más delgada a cada lado del rostro. El borde y la base de las orejas y el trago son amarillos. Presenta una notoria hoja nasal carnosa. La longitud del cuerpo con la cabeza alcanza entre 5 y 6 cm y la del antebrazo entre 3,5 y 3,7 cm. Pesa en promedio 12 g.

## Hábitat y alimentación
Vive en los bosques de hoja perenne de las tierras bajas. Se refugia en grupo en agujeros, junto con murciélagos de otras especies. Sale a buscar alimento al anochecer. Su dieta está constituida por frutas, principalmente de los géneros Ficus, Inga y Pourouma.